# منزنار
منزنار  (به انگلیسی: Manzanar) یکی از ده کمپی بود که بیش از ۱۱۰٬۰۰۰ ژاپنی آمریکایی در آن در جریان جنگ جهانی دوم زندانی شدند. این محل در ۲۳۰ مایلی جنوب لس آنجلس قرار دارد. 